# Ópera de El Cairo
La Ópera de El Cairo (en árabe: دار الأوبرا المصري Dār el-Obra el-Masreyya, también conocida como Ópera de Egipto) forma parte del Centro Nacional de Cultura de El Cairo, y constituye la sede principal de las artes escénicas en la capital egipcia, dando cabida a la mayoría de los mejores grupos musicales de Egipto. Se encuentra en la parte sur de la isla Gezira, en el Nilo, en el barrio de Zamalek en el oeste y cerca del centro de El Cairo.
La ópera fue inaugurada el 10 de octubre de 1988. Los fondos para el complejo fueron una donación de Japón a Egipto, como resultado de la visita del entonces presidente Hosni Mubarak a Japón en abril de 1983. La construcción comenzó en mayo de 1985 y duró tres años.
En octubre de 1988, el presidente Mubarak y Su Alteza Imperial, el Príncipe Tomohito de Mikasa, hermano menor del emperador japonés, inauguraron el Centro Nacional de Cultura de El Cairo.